# Mbam-et-Inoubou
Departament Mbam-et-Inoubou – departament w Regionie Centralnym w Kamerunie ze stolicą w Bafia. Na powierzchni 7 125 km² żyje około 153 tys. mieszkańców.